# Barbara Szwarc-Krwawicz
Barbara Szwarc-Krwawicz (ur. 1926, zm. 13 marca 2018) – polska okulistka, prof. dr hab.

## Biografia
Barbara Szwarc-Krwawicz urodziła się w 1926. Pełniła funkcję pracownika Kliniki Okulistycznej na Akademii Medycznej w Lublinie. Posiadała stopień doktora habilitowanego, a także profesora nadzwyczajnego. Zmarła 13 marca 2018.

## Odznaczenia
- Złoty Krzyż Zasługi[3]
- Odznaka "Za wzorową pracę w służbie zdrowia"[3]
- Krzyż Kawalerski Orderu Odrodzenia Polski[3]